# Jostein Hasselgård
 (janvier 2010).
Si vous disposez d'ouvrages ou d'articles de référence ou si vous connaissez des sites web de qualité traitant du thème abordé ici, merci de compléter l'article en donnant les références utiles à sa vérifiabilité et en les liant à la section « Notes et références ».
Jostein Hasselgård est un chanteur norvégien né le 24 mars 1979.
Il participe pour la Norvège au Concours Eurovision de la chanson en 2003 avec la chanson I'm not afraid to move on et termine 4e sur les 26 candidats en lice.